# ملکه سبا (فیلم ۱۹۲۱)
ملکه سبا (انگلیسی: The Queen of Sheba) یک فیلم به کارگردانی جی. گوردون ادواردز است که در سال ۱۹۲۱ منتشر شد. از بازیگران آن می‌توان به بتی بلایت، جنویو بلین و جرج نیکولز اشاره کرد.